# Fédération d'Autriche de hockey sur glace
La Fédération autrichienne de hockey sur glace (Österreichischer Eishockeyverband) est l'organisme officiel qui gère le hockey sur glace et le roller in line hockey en Autriche.
La ÖEHV fut fondée en 1912 et est devenu membre de la Fédération internationale de hockey sur glace le 18 mars 1912. Intégrée au sein de la fédération allemande à la suite de l'Anschluss, elle retrouve son autonomie après la Seconde Guerre mondiale.
Elle a sous sa tutelle les différentes équipe d'Autriche de hockey sur glace (senior, junior, moins de 18 ans, féminines, féminines de moins de 18 ans) ainsi que celle d'InLine.
Elle organise différentes compétitions de clubs dont la Österreichische Eishockey-Liga et la Nationalliga.